# Germanium(IV)-oxid
Germanium(IV)-oxid ist eine chemische Verbindung aus der Gruppe der Germaniumverbindungen und Oxide.

## Vorkommen
Natürlich vorkommendes Germanium(IV)-oxid ist bisher in zwei Modifikationen bekannt (Stand 2025), dem tetragonal kristallisierenden Mineral Argutit (IMA 1980-067) und dem trigonal kristallisierenden Mineral Pertoldit (IMA 2021-074).

## Gewinnung und Darstellung
Germanium(IV)-oxid entsteht beim starken Glühen von Germanium oder Germaniumdisulfid in einer Sauerstoff-Atmosphäre.
{\displaystyle \mathrm {Ge+O_{2}\rightarrow GeO_{2}} }
Sehr einfach ist auch die Hydrolyse von Germanium(IV)-chlorid. Im Gegensatz zum Silicium, welches bei der Hydrolyse von Siliciumtetrachlorid zunächst Kieselsäuren bildet, entstehen beim Germanium keine stabilen Hydroxide, sondern das hydratfreie Germaniumdioxid.
{\displaystyle \mathrm {GeCl_{4}+2\ H_{2}O\rightarrow GeO_{2}+4\ HCl} }

## Eigenschaften
Germanium(IV)-oxid kommt in mehreren Kristallstrukturen parallel zu denen von Siliziumdioxid vor. Hexagonales GeO2 (Schmelzpunkt 1115 °C, Dichte 4,7 g/cm³) besitzt die gleiche Struktur wie α-Quarz und entsteht bei der Hydrolyse von Germaniumchlorid und der Zersetzung von Germanaten. Das tetragonale GeO2 (als Mineral Argutit, Schmelzpunkt 1086 °C, Dichte 6,239 g/cm³) besitzt eine Rutil ähnliche Struktur (wie Stishovit) und entsteht durch mehrstündiges Erhitzen von Germanium(IV)-oxid mit Wasser unter Druck und bei höheren Temperaturen oder beim Eindampfen einer wässrigen Germanium(IV)-oxid-Lösung mit etwas Ammoniumfluorid. Das amorphe GeO2 entspricht Quarzglas (Dichte 3,637 g/cm³) und entsteht immer beim Abkühlen einer Schmelze von Germanium(IV)-oxid. Die Rutil-Modifikation kann bei 1033 °C in die lösliche Quarz-analoge Form überführt werden. Diese Modifikation ist im Gegensatz zu den anderen etwas in Wasser löslich, wobei die Lösung deutlich sauer reagiert (Bildung von Germaniumsäure). In Säuren löst sich Germanium(IV)-oxid nur schwierig (in starker Salzsäure leicht), in Laugen (z. B. Alkalilauge) dagegen leicht, wobei Germanate entstehen.

## Verwendung
Germanium(IV)-oxid wird zur Produktion von im Infraroten durchlässigen optischen Gläsern verwendet. In der Polyesterchemie kommt es als Katalysator bei der Herstellung von bestimmten nicht vergilbenden Polyesterfasern und -granulaten zum Einsatz, speziell für recyclingfähige PET-Flaschen. Es dient auch als Ausgangsmaterial zur Herstellung von Germanaten wie Hafniumgermanat HfGeO4.